# Trichotridae
Trichotridae är en familj av hjuldjur. Trichotridae ingår i ordningen Ploimida, klassen Monogononta, fylumet hjuldjur och riket djur.